# 大輪茂男
大輪 茂男（おおわ しげお）は、日本の演出家、音楽プロデューサー、作詞家、著作家。
早稲田大学卒業後、渡辺プロダクションに入社。布施明、梓みちよ、中尾ミエ、沢田研二などのマネージャー、その後キャニオンレコードに転職し、木之内みどり、ツイスト、永井龍雲、根津甚八などの音楽ディレクター。その後、独立しル・ギャング設立。沢田研二とココロ設立。プロデューサーに就任。退任後人間椅子、アリプロジェクトなどを育てる。
現在は演出家として若手役者の育成、大輪演劇塾主宰。

## 経歴
1969年 渡辺プロ入社。布施明、沢田研二、木の実ナナ、梓みちよ、中尾ミエなどの 制作マネジャー担当。
1980年 ポニーキャニオンレコード入社。木之内みどり、石川ひとみ、根津甚八、ツイスト、高樹澪 永井龍雲等の音楽デイレクター、舞台演出。
1986年 プロダクション「ル・ギャング」を設立。佐藤隆、及川眠子、人間椅子、ALI PROJECT、MORIE等を育てる。
1988年 沢田研二とCO-COCOLO設立。プロデューサーに就任。

その後、音楽プロデューサー／舞台演出家として独立。
音楽劇「星降る夜の綱渡り」（坂上二郎）作・演出
舞踊劇「ニ短調～白鳥の歌」（館形比呂一）
バレエ「オルフェとディオニソス」作・演出
ミュージカル「イヴ・モンタン〜彼を憎んだ男と女」（安奈淳）
幕末三部作「どん底竜馬」「上海奇兵隊〜高杉晋作」「五稜郭異聞〜土方歳三 伝」等、様々な舞台脚本演出。

2012年 演劇・文学を志す若者を対象とした「大輪塾」を主宰。

その間、小説「パリ築地明石町」童話集「星降る夜の綱渡り」他、ビデオ作品、詩集などの著作。
『童話集 夜出る魚達の船』の表紙は、リンゼイ・ケンプが手掛けている。

## 作品

### 文筆
- 童話集 夜出る魚達の船（1989年、出版社：香速社）[4]
- 星降る夜の綱渡り（1990年、出版社：サンリオ）[5]
- 詩とメルヘン ファンタジー特集 ニューベルングの指輪／大輪茂男／すやまたけし／岸田今日子（1990年、サンリオ）[6]
- パリ 築地明石町（2000年5月、出版社：愛育社）[7]
- 受賞歴無。

### 映像
- 不思議な森のユリ 音楽映画：佐藤隆[8][9]

### 音楽
- 沢田研二
  - 夜のみだらな鳥達（作詞、1986年、渡辺音楽出版）[10]
  - ドシャ降り抜けて…（作詞、1986年、渡辺音楽出版）[11]
- 佐藤隆
  - 夏の嵐（作詞、1986年、東芝EMI）[12]